# Wargame

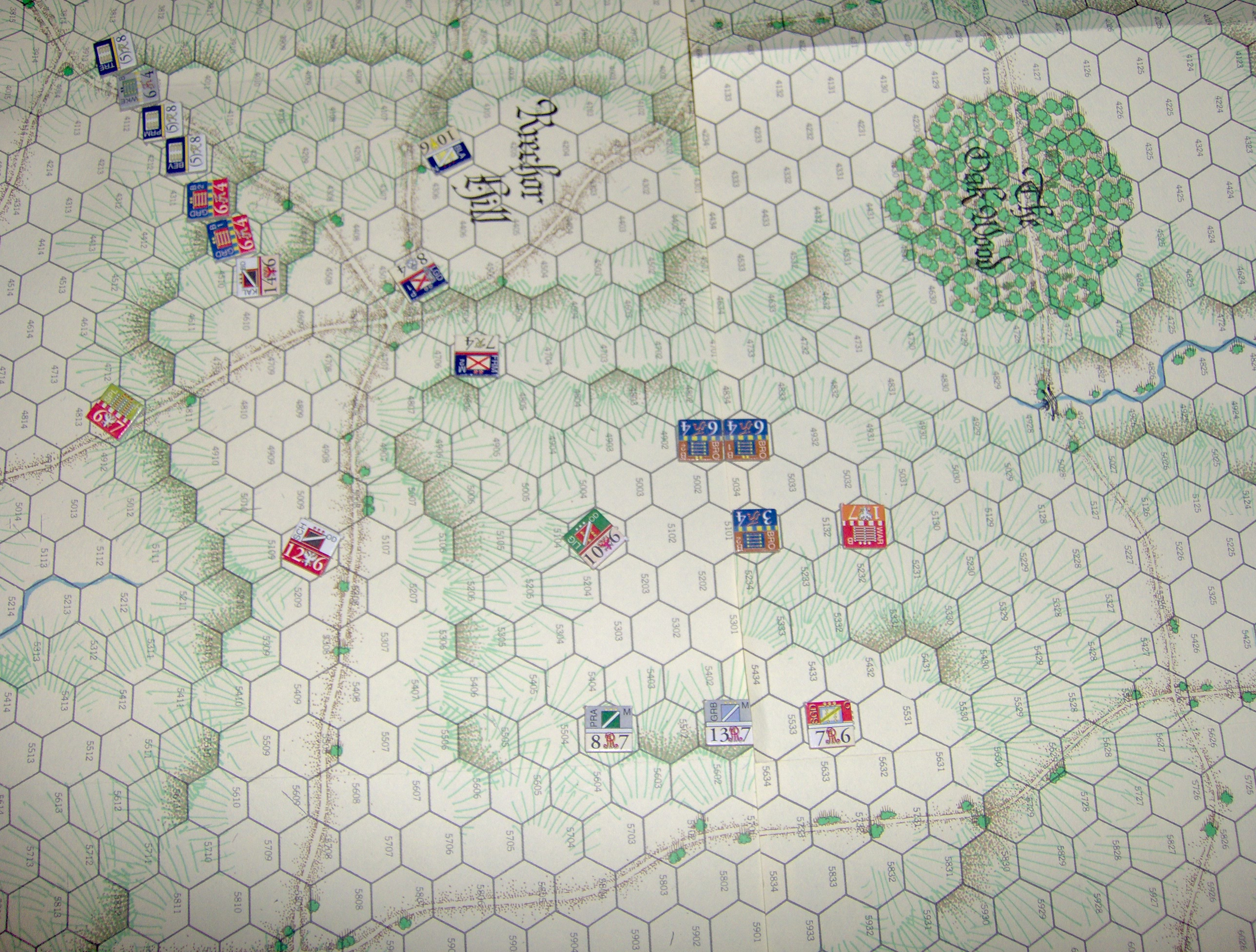
Wargame in svolgimento (Kolin della Clash or Arms)

I kriegspiel o wargame (in italiano "gioco di guerra") è una categoria di gioco di strategia, che generalmente ricostruisce eventi militari storici o immaginari. Il wargame è spesso visto come un modo di esplorare gli effetti della guerra senza sperimentare il combattimento reale. Può assumere la forma di un hobby nel quale uno o più giocatori simulano battaglie o intere guerre, di un modello o simulazione al computer di possibili scenari di pianificazione militare (questo viene detto anche simulazione di guerra) o anche la forma di manovre militari come pratica per la guerra. In quest'ultimo caso le due fazioni della battaglia vengono tipicamente chiamate "blu" e "rosso" per evitare di nominare un avversario particolare.
Nella sua forma tradizionale è un gioco da tavolo, giocato su una mappa, con un certo numero di pedine o miniatura rappresentanti le varie forze in campo e dalle regole e tabelle necessarie al combattimento. Nelle varianti in solitario, le azioni del nemico possono essere gestite dal pescaggio di carte e/o diagrammi di flusso.
Recentemente i wargame, giochi di guerra, vengono proposti anche in versione outdoor, come nel softair, nel paintball e nel lasertag.

## Storia dei wargame
Il wargame moderno nacque dal bisogno dei militari di studiare la guerra e ricreare vecchie battaglie a scopo istruttivo, sviluppandosi inizialmente in Germania a partire dalla fine del XVIII secolo.

### IlKriegsspieltedesco

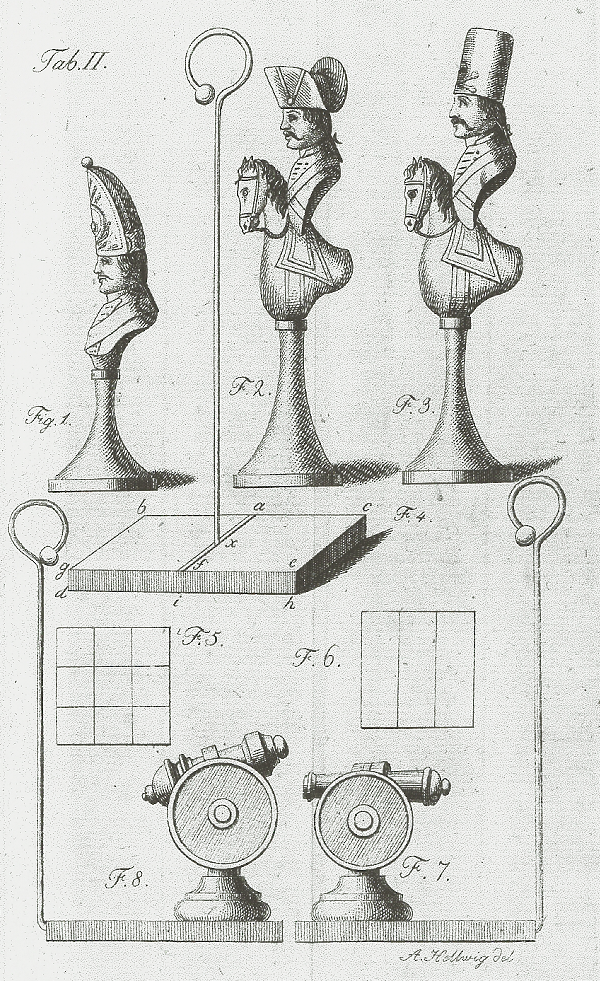
Illustrazione di miniature nel manuale di Das Kriegsspiel: ein Versuch die Wahrheit verschiedener Regeln der Kriegskunst in einem unterhaltenden Spiel anschaulich zu machen di Hellwig

Nel corso del medioevo sono state pubblicate diverse varianti degli scacchi che generalmente si limitavano a introdurre scacchiere più grandi, con un numero maggiore di pezzi e occasionalmente nuovi pezzi, vedi per esempio Neu-erfundenes Grosses König-Spiel (Christoph Weickhmann, 1664) o il Neues Krieggspiel, oder verbessertes Schachspiel (Johan Mehler, 1770)
Nel 1780 Johann Christian Ludwig Hellwig, educatore degli ufficiali presso l'accademia militare di Braunschweig pubblicò Versuch eines aufs Schachspiel gebauten taktischen Spiels von zwei und mehreren Personen zu spielen ("Tentativo di costruire sugli scacchi un gioco tattico giocabile da due o più persone") una variante degli scacchi che aveva sviluppato con l'intento di renderli meno astratti e poter simulare meglio gli eserciti dell'epoca, allo scopo di poter istruire i giovani allievi dell'accademia. Questo regolamento introduceva anch'esso nuovi pezzi degli scacchi e una scacchiera più grande) ma soprattutto introduce il concetto di terreno, le caselle anziché essere bianche e nere sono colorate per identificare vari tipi di terreno (montagna, fiume, etc.) con effetti sul movimento e sul combattimento, aggiunge dei pezzi a rappresentare l'artiglieria che possono prendere i pezzi avversari a distanza e cambi l'obbiettivo del gioco dal prendere il re avversario al catturare una fortezza.
In una nuova edizione del gioco del 1803 rompe maggiormente con la tradizione degli scacchi, i pezzi diventano miniature che rappresentano le tre branche dell'esercito dell'epoca (artiglieria, fanteria e cavalleria), hanno un orientamento ben definito (che influenza la direzione nella quale possono combattere), muovono nella direzione che preferiscono ma sono limitati nel movimento dal loro tipo (un pezzo di cavalleria può per esempio muovere di dodici caselle, uno di fanteria di otto), la presa non avviene più necessariamente occupando la casella di un avversario, ma a simulazione delle scariche di fucileria può avvenire verso pezzi adiacenti dipendenti dalla direzione in cui una pedina è orientata. Il regolamento comprende anche regole per il rifornimento, linee di comunicazione e costruzione di ponti.
Tra le persone interessate al nuovo regolamento c'è Johan Georg Julius Venturini, un capitano del genio, che nella sua opera Beschreibung und Regln eines neuen KriegesSpiels zum Nutzen und Vergnügen, besonders aber zum Gebrauche in Militairschulen (1797) amplia le regole del primo regolamento di Hellwig, aggiungendo nuovi dettagli, ma soprattutto sostituendo la scacchiera con una mappa reale del territorio, sulla quale sovraimpone una griglia quadrata. Con questa modifica il kriegspiel si stacca ulteriormente dall'astrattismo della scacchiera, le pedine si muovono sempre su caselle quadrate, ma la presenza di una mappa significa che il numero di caselle che una pedina muove può essere correlato a una distanza nel mondo reale e, basandosi sulla velocità di movimento delle unità a cui la pedina corrisponde, al tempo.
Ulteriori sviluppi furono opera della famiglia Reisswitz. Il barone (Freiherr) Georg Leopold von Reiswitz, un nobile della piccola nobiltà con la passione per il gioco di Hellwig, ma che non poteva permettersi l'acquisto della scacchiera e dei pezzi necessari a giocarlo sviluppò un proprio regolamento che utilizzava una mappa realizzata in bassorilievo con sabbia inumidita e blocchetti in legno dipinti al posto delle miniature. Il regolamento sviluppato da von Reiswitz non utilizzava più una mappa quadrettata, ma il loro movimento è libero sulla mappa (nei limiti delle capacità delle unità e del terreno su cui muovono). Nell'inverno del 1810 si reca a Berlino per rendere pubblico il suo gioco, attirando l'interesse della corte Prussiana e ottenendo l'occasione di dimostrarlo ai principi prussiani. Questi raccomandarono il gioco al padre Federico Guglielmo III. Reiswig però ritenendo che di dover presentare un gioco degno di un re, ritornò solo l'anno dopo con un sontuoso apparato: un grande tavolo sulla cui superficie si potevano inserire tasselli colorati riportanti gli elementi della mappa, righelli, scatole per nascondere le unità fino a che non entravano nel raggio di un'unità avversaria e una copia ancora in forma di bozza del regolamento. Tutti i componenti venivano conservati nei cassetti del tavolo.
Successivamente Reiswitz pubblicò le regole complete come Taktisches Kriegs-Spiel oder Anleitung zu einer mechanischen Vorrichtung um taktische Manouvres sinnlich darzustellen (1812, "Wargame tattico ovvero istruzioni per uno strumento meccanico per mostrare manovre tattiche realistiche"). Reiswitz proseguì il suo lavoro sul regolamento allo scopo di poterne produrre una versione riproducibile su larga scala (il modello prodotto per il re di Prussia non era economicamente ammissibile), a causa però del rientro in guerra della Prussia contro la Francia imperiale di Napoleone Bonaparte incontrò difficoltà nel proseguire il suo lavoro e nel frattempo perse interesse all'argomento.

Riproduzione della prima faccia del dado I, la prima colonna indica gli effetti del fuoco dell'artiglieria a varie gittate, la seconda quelli della fanteria, la lettera "G" e i due numeri sotto indicano il risultato del combattimento di mischia, mentre i fuochi servono a determinarsi l'efficacia del fuoco di artiglieria contro un edificio

Tra il 1816 e il 1819 suo figlio, Georg Heinrich Rudolf Johan von Reiswitz, riprese in mano il suo lavoro raffinandolo ed espandendolo per pubblicarlo come Anleitung zur Darstellung militärische manöver mit dem apparat des Kriegsspiele ("Istruzioni per la rappresentazione di manovre tattiche mediante un gioco di guerra") nel 1816. Il giovane Reiswitz si avvantaggiò degli sviluppi recenti della topografia utilizzando mappe topografiche reali per rappresentare il campo di battaglia e regole che quantificavano gli effetti del combattimento modellandoli sui dati contenuti in Über die Wirkung des Feuergewebrs di Gerhard von Scharnhorst, introdusse inoltre una terza parte, il Vertraute (letteralmente "confidente", nel seguito si usa il termine inglese umpire), un arbitro che presenta ai giocatori la situazione in campo e riceve da loro istruzioni scritte sui comandi che intendono dare alle proprie truppe e che quindi implementa risolvendone gli effetti e riportando la situazione variata ai giocatori. Su una mappa pubblica sono posizionate solo le forze in grado di vedersi a vicenda, solo l'umpire conosce la posizione di tutte le forze. Gli effetti del combattimento vengono determinati mediante dei dadi speciali che sulle facce riportano varie tabelle da utilizzare a seconda del tipo di attacco effettuato.
Pubblicato con patronaggio del principe Wilhelm, il regolamento, completo di tavola da gioco e pedine, venne distribuito ad ogni reggimento, ma molti ufficiali comunque ne contestavano l'accuratezza dei risultati. Ma nel 1837 von Moltke, che da luogotenente era stato impressionato dal regolamento, divenne capo dello stato maggiore a staff sostenne l'uso dei wargame per l'addestramento e fece adottare un nuovo regolamento sviluppato dal colonnello Julius Friedrich Wilhelm von Verdy du Vernois. Per la decisione dei risultati il nuovo regolamento usava un arbitro neutrale, che determinava i risultati in base alla situazione e alla sua esperienza di combattimento, eliminando quasi tutti i tiri di dado. Successivamente ai risultati della guerra franco-prussiana del 1870, gli eserciti di altre nazioni iniziarono ad interessarsi ai wargame per l'addestramento e cominciarono a sviluppare propri regolamenti e tutt'oggi sono ancora una parte importante dell'addestramento militare.

### Diffusione nel resto del mondo
Verso il 1888 l'appassionato di marina militare e analista Fred T. Jane scrisse un regolamento per descrivere le azioni di flotta usando modellini di navi o miniature. L'edizione del 1905/6 di Jane's Fighting Ships includeva una revisione delle regole di The Naval War Game.

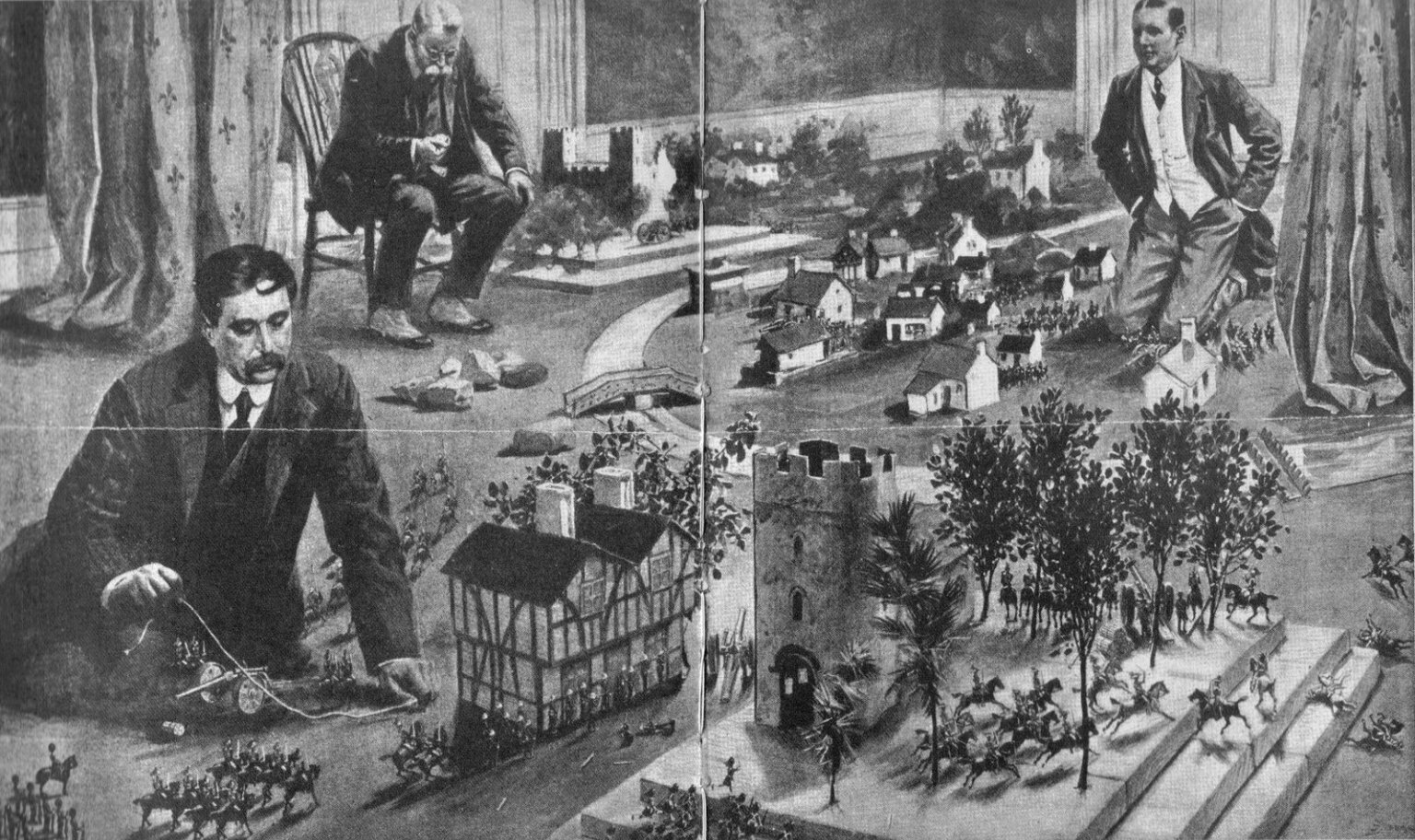
H.G. Wells mentre gioca a un wargame. Pubblicato sull'Illustrated London News (25 gennaio 1913)

H.G. Wells pubblicò il primo regolamento di wargame ludico Piccole guerre (Little Wars) nel 1913. Wells, che era un pacifista, pensava che il wargame fosse un rimedio omeopatico per gli strategisti, che potevano sperimentare il brivido della battaglia reale, senza le sue tragiche conseguenze. Il regolamento di Wells era un wargame tridimensionale, giocato con cannoni giocattolo a molla che tiravano piccoli proiettili e soldatini giocattolo. Le unità venivano eliminate se colpite dal proiettile di un cannone. Emerse un mercato di nicchia per adulti che ricreavano battaglie militari dall'epoca napoleonica in avanti. Sebbene ogni singolo segnalino o pedina rappresentasse tipicamente una squadra di soldati, esistevano alcuni giochi di livello "schermaglia" (uomo contro uomo) in cui ogni figura rappresentava un singolo soldato. Era un regolamento semplice e in un certo senso fornivano solo un contesto per sparare con i cannoncini, ma lo stesso Wells nell'appendice a Piccole guerre indica i cambiamenti necessari per convertire le sue regole che ammette semplici, in un più rigoroso Kriegspiel." Comunque, Wells afferma anche nelle sue regole che il combattimento "dovrebbe essere deciso con il fuoco di cannoni e fucili reali e non mediante calcoli. Le cose dovrebbero accadere e non essere decise," in opposizione alla natura generale del Kriegspiel.
Nel 1940 venne pubblicata la prima edizione del Fletcher Pratt's Naval War Game. Inizialmente giocato a New York, ma presto si formarono altri club di gioco negli Stati Uniti. Jack Coggins, invitato da Pratt a partecipare, ricorda che il gioco consisteva di minuscole navi di legno costruite su una scala di circa un pollice a 50 piedi (1:600) sparse sul pavimento del salotto dell'appartamento di Pratt. Le loro manovre e il risultato delle battaglie veniva calcolato mediante una complessa formula matematica e le distanze misurate con un righello flessibile opportunamente marcato. La popolarità del gioco crebbe e si arrivò fino ad usare una sala da ballo con più di 60 o più giocatori per parte. Diversi ufficiali in servizio del Naval War College parteciparono regolarmente alle partite Per una valutazione del gioco rispetto alla realtà vedi il capitolo 10 del The Fletcher Pratt Naval Wargame book.
Questi giochi erano indirizzati al pubblico in generale, ma era difficoltoso poterli giocare a causa del costo di acquisto di un numero di miniature o navi sufficienti. Con l'aumentare nel corso del ventesimo secolo della disponibilità di spesa per il divertimento i wargame tridimensionali guadagnarono lentamente un certo seguito. La maggior parte dei gruppi di gioco scrissero o revisionarono informalmente le proprie regole, senza pubblicarle ufficialmente. Nel 1955 Jack Scruby iniziò a produrre miniature usando stampi di gomma, riducendo grandemente le spese, e nel 1957 fondò la Scruby Miniatures e iniziò a pubblicare il War Game Digest. La rivista e i suoi successori misero in grado gli appassionati di miniature di entrare in contatto uno con l'altro e fornirono un forum per condividere idee e regolamenti locali con gli altri appassionati.
All'incirca nello stesso periodo Donald Featherstone cominciò a pubblicare nel Regno Unito una serie di libri che furono le prime pubblicazioni mainstream sul wargame dall'epoca di Piccole guerre. Tra i titoli vi furono Wargames, Advanced Wargames, Solo Wargaming, Wargame Campaigns, Battles with Model Tanks, Skirmish Wargaming. La loro popolarità fu tale che altri autori riuscirono a pubblicare i propri titoli, per esempio Charles Grant, C.S. Wesencraft, Phil Barker, Terence Wise, Bruce Quarie. Queste pubblicazioni di autori britannici, accoppiati con la nascita di diversi produttori di miniature adatte al wargame (per esempio Miniature Figurines, Hinchliffe, Peter Laing, Garrisson, Skytrex, Davco, Heroic & Ros) fu responsabile dell'enorme aumento di popolarità dell'hobby alla fine degli anni sessanta e durante gli anni settanta.
Nel frattempo, nel 1954 negli USA venne pubblicato il primo board-wargame per il mercato commerciale, Tactics. Realizzato con pedine di cartoncino ("counters") e mappa con caselle quadrettate, fu progettato e pubblicato da Charles S. Roberts.. Questi, dopo essere andato quasi in pareggio con la pubblicazione di Tactics, decise di fondare la casa editrice Avalon Hill. La moderna industria commerciale del gioco da tavolo viene fatta partire dalla pubblicazione di Tactics II nel 1958 e dalla pubblicazione del primo numero della rivista The General Magazine nel 1964. In quello stesso 1958, la Avalon Hill pubblicò Gettysburg, considerato il primo wargame da tavolo basato interamente su una battaglia storica. Nel 1961 vennero pubblicati D-Day, Chancellorsville e Civil War, i primi wargames commerciali a usare una mappa esagonale.

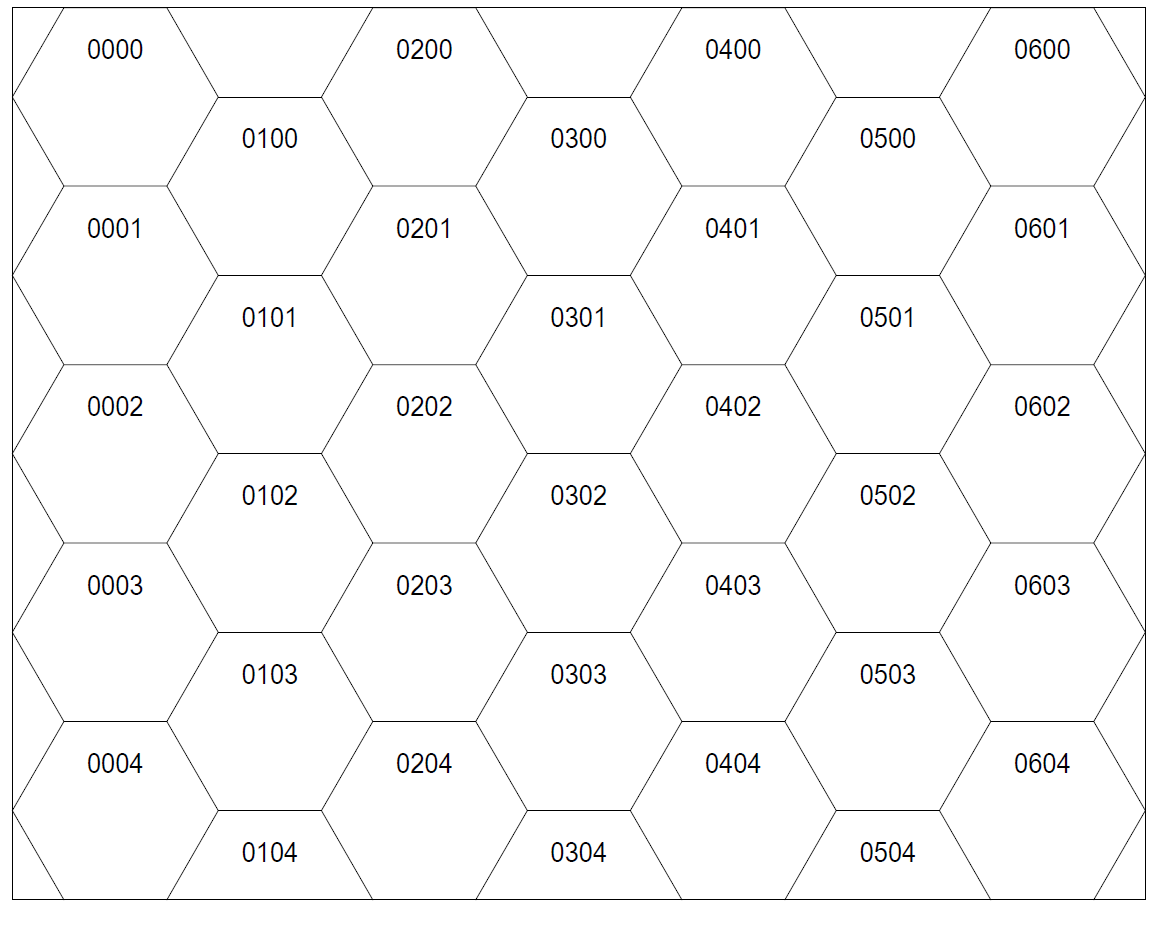
Esempio di mappa esagonale usata nei wargame

Ciò che distingueva D-Day dai wargames precedenti era la presenza sul campo di una griglia esagonale, in questo modo si poteva regolare il movimento e la gittata delle armi senza le complicate misurazioni legate al Kriegsspiel ed al wargame tridimensionale.
L'Avalon Hill pubblicava circa due titoli ogni anno, e generalmente solo la metà di essi erano wargame. Per la fine degli anni sessanta comparvero diverse piccole riviste dedicate all'hobby, insieme a nuove casi editrici. La più importante di queste fu senza dubbio Strategy & Tactics, e la compagnia fondata per salvarla dal fallimento Simulations Publications, Inc. (SPI). Sotto il controllo della SPI, Strategy & Tactics iniziò a includere un nuovo gioco in ogni numero della rivista, che insieme ai giochi regolari che la SPI pubblicava incrementò grandemente il numero di wargame disponibili.
Da ricordare in questi anni la produzione nel 1957, inventato e brevettato nel 1954 da Albert Lamorisse, del gioco La Conquête du Monde (La conquista del Mondo), prodotto in origine dalla francese Miro Company e successivamente diffuso con lo storico nome di Risk dalla Parker Brothers negli USA e nel resto di Europa. In Italia viene distribuito con il nome di RisiKo! a partire dal 1968 dalla Giochiclub di Milano.
Grazie anche a campagne pubblicitarie aggressive, il wargame aumentò molto di popolarità agli inizi degli anni settanta e vennero fondate molte nuove compagnie. Degne di nota tra queste la Game Designers' Workshop (GDW), e la Tactical Studies Rules (TSR). Il wargame tridimensionale medievale della TSR, Chainmail (1971), incluse un supplemento fantasy che generò un nuovo genere di giochi, i giochi di ruolo.
Gli anni settanta possono essere considerati l'"epoca d'oro del wargame", durante la decade comparvero molte nuove compagnie, sostenute da un aumento esplosivo di persone che giocavano ai wargames. Con il loro innovativo sistema di geomorphic mapboard furono particolarmente popolari PanzerBlitz (1970), Panzer Leader (1974) e Squad Leader (1977) della Avalon Hill. I wargame si diversificarono anche per soggetto del gioco (Galactic Warfare, il primo wargame di fantascienza, fu pubblicato nel 1973 nel Regno Unito dalla Davco, mentre Star Fleet Battles venne pubblicato dalla Task Force Games nel 1979) e per dimensioni, comparvero sia microgame come Ogre della Steve Jackson Games, che "monster games".
La rapida espansione giunse infine al culmine verso la fine degli anni Settanta e fu seguita da una recessione all'inizio degli anni Ottanta, segnata in particolar modo dall'acquisizione della SPI da parte della TSR nel 1982. L'hobby non si riprese più ed attualmente è molto più ridotto di quanto non fosse negli anni settanta. Diversi fattori sono stati indicati come causa del declino, inclusa la presenza di alternative di gioco (come i giochi di ruolo ed i videogames), la crescente complessità dei wargames e i numerosi e repentini cambiamenti demografici e di stile di vita.
Da segnalare l'Italiana International Team, fondata alla fine degli anni settanta da Nicola di Tella e Massimo Petrini, che produsse una serie di wargames su vari periodi storici: sulla seconda guerra mondiale tra i vari titoli Rommel e Okinawa, sul periodo western americano Little Big Horn, e sul periodo Napoleonico Bonaparte, Austerlitz, Waterloo e Jena, con l'originale uso di una mappa mista quadrati/ottagoni anziché divisa ad esagoni, per simulare la meccanica geometrica delle evoluzioni delle formazioni ottocentesche.
Negli anni Ottanta la maggior parte del mercato dei wargames è stato dominato da quello dei giochi di ruolo. Quindi i personal computer resero possibile giocare simulazioni di battaglie senza aver bisogno di spazio fisico e di doversi coordinare per incontrare il proprio avversario. Comunque nel 1983 la Games Workshop pubblicò Warhammer Fantasy Battle, inizialmente come "Mass-combat Role Playing Game", che rapidamente arrivò a dominare il mercato dei wargame fantasy. Con l'arrivo dei giochi di carte collezionabili negli anni Novanta il mercato del gioco da tavolo divenne ancora più competitivo. Per quest'epoca un certo numero di case editrici di wargame erano già da tempo scomparse.
Nonostante il declino il wargame continua a sopravvivere in forme differenti. Advanced Squad Leader (1985) divenne un hobby di nicchia in sé stesso, Axis and Allies (1984) fu molto popolare nel mercato di massa e Warhammer Fantasy Battle (1983) della Games Workshop ha generato una numerosa linea di popolari wargame tridimensionali, incluse successive edizioni di Warhammer e del fantasy-fantascientifico Warhammer 40,000. Con la pubblicazione di We the People della Avalon Hill nel 1994 sono comparsi i card-driven wargames, correntemente pubblicati dalla GMT Games e da numerose altre nuove case editrici. Battle Cry (2000) e Memoir '44 (2004) hanno dimostrato che wargame leggeri possono ancora essere un successo commerciale, purché le regole siano chiare e accessibili, con componenti di buona qualità. Block wargame, come quelli pubblicati dalla Columbia Games sono ancora piuttosto popolari. Compagnie come la GMT Games e la Multi-Man Publishing continuano a sopravvivere e a pubblicare wargame su mappa esagonale e counter molto dettagliati.

## Wargame tridimensionale
Il wargame tridimensionale tipicamente richiede l'uso di miniature (modellini di plastica o metallo) per le unità e modellini degli elementi scenici piazzati su un tavolo o sul pavimento usato come superficie di gioco.

## Wargame da tavolo

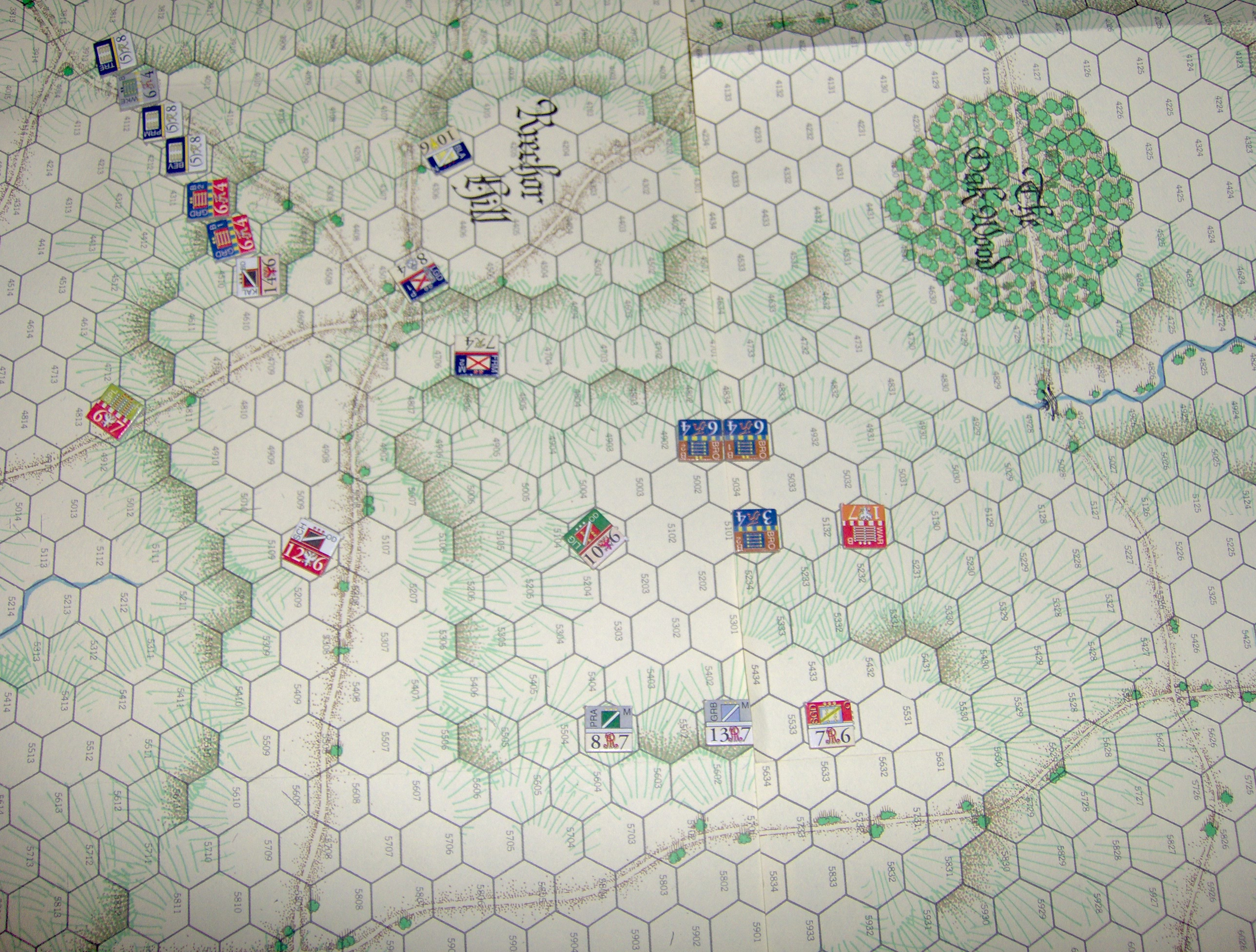
Fase in una partita di boardgame (si possono vedere counter e mappa)

Un tipico wargame non computerizzato consiste dei seguenti componenti:
- Mappa: La mappa mostra il terreno sul quale viene combattuta la battaglia/guerra, di solito a questo è sovraimposta una mappa esagonale per regolare il movimento. Altre varianti includono mappe "punto a punto" dove le aree sono connesse da linee per mostrare i movimenti consentiti oppure mappe suddivise in "aree" simili a quella di RisiKo!
- Counter (pedine): Di solito sono piccoli quadrati o rettangoli di cartoncino che possono rappresentare eserciti, unità militari o personale militare individuale, così come segnalini (generalmente detti "marker") per mostrate lo stato in cui si potrebbero venire a trovare le suddette unità.
- Dadi: Questi sono generalmente usati per aggiungere un elemento di probabilità ed incertezza. Dato che sovente le azioni militari sono state influenzate o talvolta anche decise da eventi esterni non precedentemente preventivabili, i giochi di strategie lineari come gli scacchi o il go possono essere considerati troppo astratti per rappresentare la guerra reale.

## Wargame al computer
Lo schermo dei wargame al computer mostra le unità e lo scenario sul monitor. I wargame computerizzati hanno diversi vantaggi sui "wargame" da tavolo o tridimensionali:
- non occorre continuare a tirare i dadi;
- non occorre gestire tutti i dati (il computer gestisce tutto il lavoro);
- la possibilità di salvare, fermarsi e ricominciare il gioco in ogni momento (se non ci si deve coordinare con un avversario umano; notate che questo è possibile anche con molti wargame da tavolo, purché animali e bambini non abbiano accesso all'area di gioco);
- la possibilità di simulare efficacemente gli effetti della cosiddetta "nebbia di guerra", grazie alla gestione dei rispettivi campi visivi da parte del computer;
- non occorre dipingere le miniature (anche se adesso esistono linee di miniature vendute già dipinte).
- facilità di reperire avversari mediante Internet.

Gli svantaggi sono:
- i computer possono non essere competenti quanto un avversario umano (questo problema può essere aggirato qualora esista una modalità multigiocatore);
- mancanza di interazione umana diretta e della relativa socializzazione;
- la gestione automatizzata, permettendo l'uso di regole di gioco più articolate e complesse, può dar luogo a una maggiore difficoltà da parte del giocatore umano nel comprenderle ed analizzarle efficacemente; specialmente perché queste regole possono essere "nascoste" ai giocatori all'interno del codice del software;
- la capacità di vedere in dettaglio sul video solo una parte del campo di battaglia;
- l'impossibilità o la maggiore difficoltà per i giocatori di modificare a proprio piacimento le regole o adattarle a situazioni similari;
- la mancanza della sensazione tattile di muovere counters (o miniature finemente dipinte) sul tavolo di gioco.

I wargames tradizionali differiscono dai videogiochi detti giochi strategici in tempo reale nel fatto che sono generalmente gestiti a turni (un'ovvia eccezione sono i wargames 'sul campo' delle simulazioni di guerra delle organizzazioni militari).
I wargames tradizionali si focalizzano sulla capacità di analizzare le situazioni in profondità, di pianificare un obbiettivo, di correggere il piano in base a circostanze mutevoli. I giochi strategici in tempo reale (che potrebbero essere meglio definiti come giochi strategici grandemente accelerati) si focalizzano maggiormente su riflessi, coordinazione e la capacità di prendere decisioni in tempi rapidi basandosi su informazioni limitate.
Inoltre i giochi strategici in tempo reale richiedono un'intelligenza artificiale meno sofisticata da parte dei giocatori simulati dal computer.
I wargame al computer sono spesso giocati tra avversari umani mediante e-mail (scambiandosi i file di salvataggio del gioco) per fornire interazione umana ed un avversario più interessante di quello simulato dal programma. Lo svantaggio è che è richiesto molto più tempo per finire il gioco, a seconda di quanto spesso i giocatori controllano la loro e-mail. È comunque molto più rapido (e facile) del vecchio metodo di giocare wargame mediante la posta normale. Un'alternativa più rapida (non disponibile con tutti i giochi) è di giocare utilizzando una connessione diretta, o mediante una LAN, mediante modem o attraverso Internet.

## Tipi di wargame militare
Esistono molti modi di suddividere i wargames: per esempio secondo il tipo di tecnologia disponibile agli 'eserciti' coinvolti, le branche dell'esercito impegnate, il periodo della storia militare, la dimensione delle unità, la scala della mappa e anche secondo il modello intellettuale di simulazione applicato al gioco.

### Ambiente
- battaglie terrestri
- battaglie marine
- battaglie aeree
- combinazioni di battaglie terrestri, di mare e/o di aria
- battaglie spaziali

### Periodo storico
Tutti i periodi storici hanno i loro entusiasti. I giochi storici appartengono di solito ad uno di questi periodi:
- Storia antica (greca, romana, ecc.)
- Medioevo dal V al XIV secolo circa
- Rinascimento dal XV al XVI secolo circa
- Seicento (guerra dei trent'anni, guerra civile inglese, ecc.)
- Settecento (guerra dei sette anni, guerra d'indipendenza americana, ecc.)
- Epoca napoleonica
- Ottocento o Epoca Post-Napoleonica (guerra di secessione americana, Risorgimento, guerra franco-prussiana, ecc.)
- Prima guerra mondiale
- Periodo tra le due guerre mondiali (rivoluzione Russa, guerra civile spagnola, seconda guerra sino-giapponese, ecc.)
- Seconda guerra mondiale
- Conflitti moderni (guerra di Corea, guerra del Vietnam, conflitto arabo-israeliano, guerra delle Falkland, ecc.)

I wargame possono anche essere usati per simulare situazioni fittizie:
- Ipotetiche (terza guerra mondiale)
- Storia alternativa (fantasy o fantascienza, mondi di storia alternativa, per esempio steampunk, orrore gotico o fantasy napoleonico)
- Guerre futuristiche / fantascientifiche (inclusi Space Marine, Mutant Chronicles, astronavi e armi a energia ecc.)
- guerre fantasy (con elfi, nani, goblin ecc.)

### Scala della mappa o delle unità
Esistono differenti tipologie e scale di gioco. Uno dei criteri più comuni per distinguerle è osservare la dimensione dell'area geografica rappresentata sulla mappa. Naturalmente la scala geografica condiziona anche la «scala dei tempi» e la «scala delle unità». Non sarebbe logico, volendo rappresentare in un gioco tutte le campagne napoleoniche (da Austerlitz a Waterloo), usare unità a livello di battaglione ed una scala dei tempi di un'ora per turno. Invece questi stessi valori sarebbero molto adatti per rappresentare una singola battaglia napoleonica.

#### Scala operativa
- Strategica — le unità militari sono tipicamente divisioni, Corpi d'Armata o eserciti e sono valutati in base alla forza grezza. A questo livello di scala la produzione economica e la diplomazia sono significative. La simulazione tipicamente coinvolge tutte le branche dell'esercito e spesso l'intera forza delle nazioni coinvolte (con unità terrestri, navali ed aeree) e copre intere guerre o lunghe campagne militari.
- Grande Operazionale — le unità vanno tipicamente da reggimenti a brigate e sono valutate in base alla loro forza e debolezza globale. Una scala di simulazione utilizzata in particolare nel wargame storico. La simulazione generalmente si focalizza su più giorni di combattimenti, utilizzando tecniche di wargame che permettono di simulare grandi battaglie all'interno di schemi tradizionali, dove una volta un singolo soldatino rappresentava 33 uomini, ora 8 soldatini possono rappresentare un'intera brigata napoleonica, permettendo di simulare battaglie come Waterloo su tavoli da gioco di relativa ampiezza.
- Operazionale — le unità vanno tipicamente da battaglioni a divisioni e sono valutate in base alla loro forza e debolezza globale. Il tempo atmosferico e la logistica sono significativi. La simulazione generalmente si focalizza su una branca delle forze militari, mentre le rimanenti sono trattate in modo più astratto. Di solito copre una singola Campagna militare
- Tattica — le unità vanno da veicoli individuali e  singoli uomini  fino a plotoni o compagnie, e sono valutate in base al tipo e gittata delle armi individuali. La simulazione quasi sempre si focalizza su una singola branca militare, le altre occasionalmente rappresentate in modo astratto. Di solito copre una singola battaglia o parte di una grande battaglia.
- Schermaglia — le unità rappresentano soldati individuali e potrebbero tener conto delle ferite e munizioni. La simulazione di solito copre un piccolo conflitto a fuoco.

#### Tipi di pedine
Le pedine in prevalenza si dividono in 3 categorie:
- forze terrestri: rappresentano le unità terrestri partecipanti all'evento. Se la scala lo permette, generalmente sono rappresentate separatamente le varie specialità partecipanti all'evento: fanteria, cavalleria, artiglieria, unità corazzate
- forze marittime: comprendono tutte le navi da combattimento o da trasporto (per esempio nella simulazione di un attacco di sommergibili ad un convoglio)
- forze aeree: a partire dalla prima guerra mondiale, quando gli aerei hanno fatto la loro comparsa con svariate funzioni nelle guerre.

Dato che in alcuni giochi di simulazione storica possono comparire insieme tutti e tre questi tipi di unità (per esempio, una simulazione della seconda guerra mondiale nel teatro del Pacifico), questa suddivisione non è mai assoluta, ma sempre correlata al gioco ed alla scala in cui si opera.

#### Scala della mappa
Tipici esempi di scala della mappa, possono essere:
- area geografica che rappresenta un piccolo terreno (gruppo di case o campi): per simulazioni di scontri tattici (poche unità di forze opposte come ad es. dei battaglioni), in genere viene simulata la tecnica di combattimento delle unità minori.
- area geografica che rappresenta il luogo di una battaglia: in questo caso viene simulata una intera battaglia particolare, accaduta in un determinato periodo storico, dove viene enfatizzata sia la parte tattica, sia la parte logistico-strategica, ossia vengono simulate le tecniche di impiego tattico delle unità di base del periodo (divisioni).
- area geografica rappresentante più nazioni e intervallo temporale che copre un periodo storico (es. periodo napoleonico, prima guerra mondiale, ecc..): in questo caso viene enfatizzata la strategia militare complessiva di una nazione in guerra, a volte anche con risvolti diplomatici. Spesso in questo tipo di giochi sono quindi presenti anche elementi economici e politici che permettono di simulare al meglio l'intero periodo.

## Giocatori e wargame-designer degni di nota
- H.G. Wells - autore di Piccole guerre (Little Wars), il primo regolamento hobbystico per wargame tridimensionale[36]
- Jerome K. Jerome - Umorista, autore di Piccole guerre con H.G. Wells.
- Robert Louis Stevenson - scrittore[37]
- Charles S. Roberts - Conosciuto come il «Padre del wargame da tavolo», fondatore dell'Avalon Hill.
- Jim Dunnigan famoso wargame designer, fondatore di SPI ed editore della rivista di wargames Strategy & Tactics.
- Redmond Aksel Simonsen co-fondatore di SPI e geniale wargame graphic designer.
- Don Featherstone
- Charles Grant
- George Gush
- Riccardo Affinati - Primo wargamer italiano a pubblicare un regolamento di wargame su una rivista inglese (Wargame Illustrated). Conosciuto come il "fondatore dell'Accademia Wargame in Italia" e del Gruppo Italiano Wargame, creatore dei Giochi di Comitato.
- Umberto Tosi - Primo a pubblicare un libro sul wargame tridimensionale storico totalmente in italiano edito dalla Sansoni: I Giochi di Guerra, 1979.
- Giuseppe di Domenica - Fondatore del primo gruppo italiano di wargamer denominato Gruppo Studio Wargame GSW (1972) che in un primo tempo ebbe delle filiazioni a Napoli e Milano, primo ad introdurre il sistema di assistenza al gioco con un personal computer PET 2001 Commodore.
- Amm.rit. Giovanni Saladino, inventore del regolamento strategico navale Alfa Tau e di Introduzione ai Giochi di Guerra, entrambi editi da Mursia - nonché fondatore dell'ARGO (Associazione Romana Giochi Operativi) nel 1970
- Fernando "Nando" Ferrari - Nel 1981 comincia ad importare board-wargames dagli USA con la ditta I Giochi dei Grandi; nel 1982 produce un catalogo con commenti e voti che fino all'ultima edizione cartacea del 2000 rappresenta il più completo sunto per il mercato italiano dei wargames ivi disponibili; dal 1984 al 2006 organizza la Ver-Con, che si alternava con la Mod-Con e la Pad-Con come Convention Nazionale del Gioco
- Alberto Gentili - Primo ad importare e tradurre in Italia, con il logo Avalon Hill Italiana i board-wargames della Avalon Hill.
- Roberto Flaibani, Gianvittorio Fedele e Paolo Spetia - Primi a commercializzare a Roma esclusivamente i wargames (e ad aver offerto un retrobottega per giocare)
- Giovanni Ingellis -  Autore di giochi, traduttore, editore. Molto noto anche nel campo dei Giochi di ruolo con la sua casa editrice Stratelibri
- Sergio Masini - Primo a pubblicare un libro sui board-wargames totalmente in italiano dal suggestivo titolo Le Guerre di Carta, 1979.
- Pio Sacco - Uno dei padri del wargame romano e tra i fondatori dell'ARSM, uno dei più vecchi club della capitale; creatore tra l'altro del board-wargame Volpi sul Mare.
- Angelo Porazzi - Autore e illustratore del wargame fantasy Warangel.
- Lorenzo Sartori - Editore e direttore responsabile di Dadi&Piombo, prima rivista italiana interamente dedicata ai wargames tridimensionali.
- Gian Carlo Ceccoli - SanMarinese, autore del volumeLa Simulazione Storica, del wargame La Battaglia della Linea Gialla - Rimini 1944, del modulo storico sul sistema SPQR La Battaglia del Trasimeno, fondatore e Presidente della Associazione Sammarinese Giochi Storici (www.asgs.sm).
- Alessandro Barbero[38] - Storico e divulgatore.

## Wargame
- Wargame da tavolo (usano una mappa per regolare il movimento).
  - A House Divided
  - Advanced Squad Leader
  - Ambush!
  - Arab Israeli Wars
  - Axis & Allies
  - Bloody April
  - Conquest of the Empire
  - Diplomacy
  - Empire of Middle Ages
  - Empires in Arms
  - Serie di wargame Europa: progetto di gioco sulla seconda guerra mondiale mai portato a termine
  - Europa Universalis
  - Federation and Empire
  - Gunslinger
  - Home Before the Leaves Fall
  - Imperium Romanum II
  - Kolin
  - La Grande Guerre 14-18
  - Magic Realm: Un ibrido fra un gioco di ruolo ed un wargame puro
  - MechWar '77
  - Middle-Earth Role Playing: sul mondo di Tolkien
  - PanzerBlitz
  - Panzer Leader
  - Paths of Glory
  - Pursuit of Glory
  - Red Shirts, Rules for Garibaldi's guerrilla warfare di Riccardo Affinati apparso su Wargame Illustrated n. 59, agosto 1992 Il primo wargame di un autore italiano pubblicato da una rivista britannica.
  - Rise and Decline of the Third Reich
  - RisiKo!
  - S.P.Q.R.
  - Squad Leader
  - Star Fleet Battles: ambientazione quasi ufficiale del mondo di Star Trek, scontri tattici tra astronavi
  - Submarine
  - Tactics
  - Tactics II
  - Terrible Swift Sword
  - The Civil War
  - Victory in the Pacific
  - Vietnam
  - Wacht am Rhein
  - Warangel: Wargame Fantasy con 100 razze guerriere
  - War Between the States
  - War in Europe
  - War in the Pacific
  - WestWall
  - Wooden Ships and Iron Men
  - World in Flames
  - War and Peace
  - Clash of Armour
  - IDF
  - MBT
  - Bismarck
  - The Devil's Cauldron: copre la sezione nord (Arnhem e Nijmegen) dell'Operazione Market Garden
- Wargame tridimensionale: Lo scenario viene giocato (con miniature di soldati, veicoli terrestri, aerei e navi) su una superficie piana (tavolo o pavimento); il movimento delle unità sulla superficie di gioco è effettuato mediante l'utilizzo di metri o regoli; il combattimento viene simulato con l'utilizzo di dadi e specifiche tabelle.
  - ADMIRAL: wargame aeronavale ambientato durante la seconda guerra mondiale.
  - AT-43: moderno wargame fantascientifico con miniature già montate e pre-dipinte
  - Ætherverse
  - Alfa Tau: Regolamento aeronavale moderno dell'ammiraglio Giovanni Saladino, (Mursia 1982)
  - BlitzkriegCommander
  - Bolt Action, con ambientazione nella seconda guerra mondiale
  - Confrontatìon
  - Contemptible Little Armies
  - Crossfire
  - D3: Regolamento universale di Roberto Di Meglio (apparso in allegato alla rivista Kaos della Nexus Editrice)
  - De Bellis Antiquitatis
  - De Bellis Multitudinis
  - D&D Miniatures
  - Fire and Fury
  - Flames of War
  - Flintloque
  - Heroclix
  - I Ain't Been Shot Mum
  - Impetus: Regolamento storico per il periodo antico-medievale in italiano
  - Infinity: wargame fantascientifico spagnolo
  - Kings of War: wargame tridimensionale fantasy su larga scala
  - Mindstalkers: wargame storico/Fantasy/Fantascientifico italiano in 40mm
  - Mage Knight
  - Posto di combattimento: Regolamento aeronavale della seconda guerra mondiale del professor Alberto Santoni (apparso a puntate sulla rivista Storia Modellismo, poi nella collana I giochi del 2000 della Qualitygame 1996)
  - Principles of War
  - Sails of Glory
  - Star Wars Miniature Battles / Star War Miniatures
  - Sten: regolamento tattico della seconda guerra mondiale di Gregory Alegi e Giancarlo Coccioli (apparso a puntate sulla rivista Storia Modellismo)
  - Striker
  - The Sword and the Flame
  - Wargames Rules 3000 BC to 1485 AD (Wargames Research Group)
  - Warhammer 40.000
  - Warhammer Ancient Battles
  - Warhammer Fantasy Battle
  - Epic 40.000: un gioco ambientato nell'universo di Warhammer 40K di scala "operazionale".
  - Warmachine
  - Warmaster: un gioco ambientato nell'universo di Warhammer Fantasy di scala "operazionale"
  - Wings of War (2ª edizione come Wings of Glory).

## Giochi correlati
- Ace of Aces: scontri tra aerei della prima guerra mondiale basato su sistema di gioco che usa coppie di libri da sfogliare.
- Atlantic Wars: regolamento umoristico per soldatini Atlantic di Roberto Gigli (I giochi del 2000, Qualitygame 1995)
- Battletech: scontri tra mecha in un universo futuro (giocato sia su mappa che con miniature).
- Car Wars: scontri tra automobili armate in un futuro prossimo simile a quello del film Mad Max. (giocato sia su mappa che con miniature)
- Jutland: privo di mappa, giocato su una qualsiasi superficie piatta, successivamente ripreso da Bismarck
- Up Front: scontri a livello di squadra nella seconda guerra mondiale (wargame giocato con carte)
- Sky Galleons of Mars: wargame ambientato su Marte come potevano immaginarlo Verne o Wells, quindi raggiunto alla fine del XIX secolo dalle varie potenze coloniali dell'epoca (anche da Italia e Belgio)
- Worms: wargame basato sulla lotta tra vermi, con armi fantascientifiche, tipo missili nucleari e bombe sacre.